# Возникновение носовых гласных в праславянском языке

Буква ę, обозначающая носовой звук в польском языке

Возникнове́ние носовы́х гла́сных — праславянское фонетическое изменение, заключающееся в переходе сочетаний *on, *om, *en, *em и отчасти *un, *um, *in, *im в *ę (ɛ̃) и *ǫ (ɔ̃) в положении перед согласными. Данное изменение во многом аналогично монофтонгизации дифтонгов. Однако в большинстве славянских языков носовые просуществовали лишь несколько веков, постепенно перейдя в чистые гласные. Из современных славянских языков носовые есть только в польском и кашубском.

## Описание явления
Некоторые исследователи поставили возникновение носовых в один ряд с такими фонетическими явлениями, как монофтонгизация дифтонгов и метатеза плавных, полагая, что все они мотивированы тенденцией к возрастающей звучности. Однако согласно советскому и литовскому языковеду В. Н. Чекману, все три эти изменения могли произойти и независимо друг от друга.
Носовые образовывались в положении перед согласным звуком, но не перед другим носовым (сочетания *-mn- и *-nm- просто подвергались упрощению):
- праслав. *tīmnā > *tina «тина»;
- праслав. *inmen > *jьmę «имя».

В 1925 году один из основателей фонологии Н. С. Трубецкой выдвинул теорию, согласно которой праславянские носовые были бифонемными сочетаниями (en и on). Данную теорию поддержали Ю. В. Шевелёв и З. Штибер. Т. Лер-Сплавинский считал, что она недостаточно обоснована, поскольку данные славянских языков не позволяют делать таких выводов. Также эту теорию критиковал С. Б. Бернштейн, который полагал, что носовой элемент был органической частью этих гласных.

### Судьба групп *in, *un
На конце слова после *i и *u согласный n просто отпадал: *sūnun (сына, винительный падеж) > *synъ, *gostin > *gostь (гостя, винительный падеж).
Существует гипотеза, согласно которой группы *in и *un в положении перед согласным переходили в *ī (> *i) и *ū (> *y). В качестве примеров приводят следующие лексемы:
- праслав. *gnida «гнида» при лит. glìnda и латыш. gnida «гнида» из *gninda;
- праслав. *isto «яичко» при лит. ìnkstai «почки»;
- праслав. *žila «жила» при жем. ginsla;
- праслав. *ryba «рыба» при лит. rambùs «ленивый», латыш. rumbulis «круглый чурбак»;
- праслав. *lyko «лыко» при лит. lùnkas «лыко»;
- праслав. *vyknǫti «привыкать» при лит. jùnkti «привыкать»;
- праслав. *višьňa «вишня» при лит. vìnkšna «вяз»;
- праслав. *plita «плита» при др.-греч. πλίνθος «кирпич, плитка»;
- суффикс *-igъ при лит. -ingas;
- суффикс *-ikъ при лит. -inkas.

Сюда же относят рус. Игорь, заимствованное из швед. Ingvarr, и рус. Ижора, заимствованное из фин. Inkerinmaa или эст. Ingerimaa.
Противники данной гипотезы полагают, что для большинства случаев можно найти и альтернативные параллели, не содержащие носовых:
- праслав. *gnida «гнида» — арм. anic, норв. gnit;
- праслав. *žila «жила» — лит. gýsla «вена», прусск. gislo, арм. jil «сухожилие», лат. filum «нить»;
- праслав. *isto «яичко» — др.-сканд. eista «ядро, яичко»;
- праслав. *vyknǫti «привыкать» — лит. jaukus, прусск. iaukint.

Также предполагается, что рус. Игорь и Ижора были заимствованы в период после исчезновения носовых в древнерусском языке.
При этом существует ряд слов, в которых *in и *un дали *ę и *ǫ:
- праслав. *mękъkъ «мягкий» при лит. mìnkyti «мять, месить», mìnkštas «мягкий»;
- праслав. *pamętъ «память» при лит. atmintìs «память»;
- праслав. *vъzęti «взять» при лит. imti «брать».

### Качество праславянских носовых гласных
А. Мейе писал о том, что праславянские носовые отличались по произношению от французских носовых. Они, по мнению французского слависта, произносились так, как в современном польском, то есть с запаздыванием дополнительной носовой артикуляции относительно основной.
Советский славист С. Б. Бернштейн считал, что произношение праславянских носовых гласных различалось по диалектам. Качество *ǫ колебалось, по его мнению, от [ą] до [ų], а качество *ę — от [ę] до [ą̈].
Российский языковед Е. А. Галинская полагает, что в лехитских и болгарских говорах праславянского языка носовой переднего ряда звучал как [ą̈] (нижнего подъёма), а в остальных говорах — как [ę] (средне-верхнего подъёма). Носовой заднего ряда, по мнению учёной, на всей территории праславянского языка звучал как [ǫ] (средне-верхнего подъёма).

### Последствия
Образование носовых привело к возникновению чередований ę/ьn; ę/en; ę/in, im; ǫ/on: *jьmę (рус. имя) — *jьmena (рус. имена), *zvǫkъ (рус. звук) — *zvonъ (рус. звон), *pamętь (рус. память) — *pominati (рус. поминать), *sъžimati (рус. сжимать) — *žęti (рус. жать).

### Примеры
- пра-и.е. *h₁ɪ̯enhₐter > праслав. *jętry «ятровь» при лит. jéntė, санскр. याता (IAST: yā́tā) «жена брата мужа», др.-греч. ἐνάτηρ, лат. ianitrīcēs мн. ч. «жёны братьев»[17][18];
- пра-и.е. *k'u̯entos > праслав. *svętъ, ст.‑слав. свѧтъ при лит. šveñtas, прусск. swenta-, авест. spǝnta- «святой», spanah- «святость», вед. санскр. श्वान्तः IAST: śvāntáḥ «процветающий», латыш. svinêt, «праздновать»[19][20];
- пра-и.е. *g'ombhos > праслав. *zǫbъ «зуб», ст.‑слав. ꙁѫбъ «зуб» при лит. žam̃bas «острый предмет, грань балки, мыс», латыш. zùobs «зуб», санскр. जम्भः (IAST: jámbhaḥ) «зуб, пасть», мн. «челюсти», др.-греч. γόμφος «колышек», алб. гег. dhąmp «зуб», тоск. dhëmp — то же, др.-в.-нем. kamb «гребень», тохар. А kam «зуб», В keme[21][22];
- пра-и.е. *g'hans > праслав. *gǫsь «гусь» при лит. žąsìs, прусск. sansy, санскр. हंसः (IAST: haṃsáḥ) др.-греч. χήν, лат. anser, др.-в.-нем. gans[23][24].

## Хронология

### Относительная хронология
Образование носовых предшествовало такому изменению, как третья палатализация, поскольку она происходила после *ę. Кроме того, носовые образовались после взаимодействий *nj > *n' и *mj > *ml', поскольку в противном случае в праславянском *vonja и *zemja дали бы *vǫja и zęja, а не *von’a и *zeml’a, как это было на самом деле.
В. Н. Чекман считал, что носовые образовались до метатезы плавных, поскольку их образование произошло последовательнее, чем метатеза плавных, давшая несколько различных результатов в славянских языках.
Е. А. Галинская полагает, что возникновение носовых произошло после таких изменений, как переход ē > *ä, повышение подъёма *ä в *ê в части праславянских диалектов и монофтонгизация дифтонгов.

### Абсолютная хронология
Ю. В. Шевелёв и З. Штибер полагали, что носовые гласные существовали в праславянском языке уже в VII в. н. э. М. Шекли датирует возникновение носовых VII веком, а А. Лампрехт — 700—825 гг.

#### Данные письменных памятников
Ряд латинских и греческих письменных памятников содержит имена славянских князей, что позволяет установить время, когда носовые гласные в славянских языках ещё существовали:
- Имя моравского князя Святополка (праслав. *svętopъlkъ), жившего в IX веке, зафиксировано в латиноязычных памятниках как Suentopulcus, а в грекоязычных как Σφεντόπλικος[31];
- Имя святого Вацлава (праслав. *vętjeslavъ, ср. рус. Вячеслав), погибшего в первой половине X века, было передано в церковной латыни как Venceslaus, а по-немецки как Wenzel[31];
- В сочинении Константина Багрянородного «Об управлении империей» имя сербского князя Мутимира (праслав. *mǫtimirъ), жившего в IX веке, передано как Μοντιμῆρος, а русского князя Святослава как Σφενδοστλάβος[31].

#### Данные топонимов
Важным для установления хронологии возникновения носовых Ю. В. Шевелёв считал название города Стона, заимствованного хорватами из лат. Stamnum. Поскольку лат. am отразилось в славянском не как носовой, Шевелёв сделал из этого вывод об отсутствии носовых в праславянском на момент заселения славянами Далмации.

## Дальнейшая судьба носовых в славянских языках
Носовые гласные существовали в старославянском языке, где обозначались специальными буквами — ѫ (ǫ), ѧ (ę), ѩ (ję) и ѭ (jǫ) в кириллице и Ⱘ (ǫ), Ⱔ (ę), Ⱗ (ję), Ⱙ (jǫ) в глаголице. Из современных славянских языков они сохранились в польском и кашубском, но и то частично. Кроме того, они зафиксированы в полабском языке, а также в словенском диалекте Юнской долины в Каринтии и в некоторых македонских говорах. В остальных славянских языках они перешли в чистые гласные:
- в древнерусском в первой половине X века *ę перешло в a, а *ǫ — в u[34]: мясо, рука.
- в чешском и словацком во второй половине X века *ę перешло в ä (в словацком сохранилось после губных, в чешском в зависимости от условий позднее дало a, e или i), а *ǫ — в u[35]: чеш. maso, ruka, словац. mäso, ruka;
- в верхнелужицком *ę перешло в ä, а затем перед твёрдым согласным — в a, а перед мягким — в e, а *ǫ — в u[36]: mjaso, ruka;
- в нижнелужицком *ę перешло в ě — под ударением и в e — в безударном слоге, а *ǫ — в u[37]: mjeso, ruka;
- в словенском языке уже в X веке *ę перешло в e, а *ǫ — в o[38]: meso, roka;
- в сербохорватском языке *ę перешло в e, а *ǫ — в u: месо, рука;
- в болгарском языке в XII—XIV вв. *ę перешло в e, а *ǫ — в ъ[39]: месо, ръка;
- в македонском языке *ę перешло в e, а *ǫ — в а: месо, рака; *ę перешло в а при йотации: јазик (< *językъ) «язык».
- в польском, словинском, кашубском и вымершем полабском языках изменение ę>ǫ перед твёрдыми переднеязычными согласными (d, t, z, s, n, r, ł) в IX—X веках происходило как часть более общего фонетического процесса, называемого «лехитской перегласовкой».

В польском языке в XII—XIV веках *ę и *ǫ слились в носовом гласном нижнего подъёма ą. Впоследствии, в XVI веке, ą краткое (в старопольском языке все гласные различались по признаку долготы-краткости) дало ę, а ą долгое — ǫ (графически ą). И уже в XVII веке польские носовые утратили носовой призвук в положении перед ł и l (ę также и на конце слова) и распались на сочетания чистый гласный + носовой согласный в положении перед смычными согласными.